# Оскар (кинопремия, 2007)
79-я церемония вручения наград премии «Оскар» за достижения в области кинематографа за 2006 год состоялась 25 февраля 2007 года в театре «Кодак» (Голливуд, Лос-Анджелес, Калифорния).
Кандидаты на получение «Оскара» были оглашены 23 января 2007 года президентом киноакадемии Сидом Ганисом и актрисой Сальмой Хайек.

## Фильмы, получившие несколько номинаций
| Фильм                                             | номинации | победы |
| ------------------------------------------------- | --------- | ------ |
| • Девушки мечты / Dreamgirls                      | 8         | 2      |
| • Вавилон / Babel                                 | 7         | 1      |
| • Лабиринт фавна / El laberinto del fauno         | 6         | 3      |
| • Королева / The Queen                            | 6         | 1      |
| • Кровавый алмаз / Blood Diamond                  | 5         | -      |
| • Отступники / The Departed                       | 5         | 4      |
| • Маленькая мисс Счастье / Little Miss Sunshine   | 4         | 2      |
| • Письма с Иводзимы / Letters from Iwo Jima       | 4         | 1      |
| • Пираты Карибского моря: Сундук мертвеца         | 4         | 1      |
| • Скандальный дневник / Notes on a Scandal        | 4         | -      |
| • Как малые дети / Little Children                | 3         | -      |
| • Дитя человеческое / Children of Men             | 3         | -      |
| • Апокалипсис / Apocalypto                        | 3         | -      |
| • Неудобная правда (док.) / An Inconvenient Truth | 2         | 2      |
| • Потерянный рейс / United 93                     | 2         | -      |
| • Дьявол носит Prada / The Devil Wears Prada      | 2         | -      |
| • Тачки (м/ф) / Cars                              | 2         | -      |
| • Престиж / The Prestige                          | 2         | -      |
| • Флаги наших отцов / Flags of Our Fathers        | 2         | -      |

## Ведущие
Церемония проходила под главенствованием актрисы и телеведущей Эллен Дедженерес.
Также в награждении приняли участие кинодеятели: Бен Аффлек, Гаэль Гарсиа Берналь, Джессика Биль, Джек Блэк, Кейт Бланшетт, Эмили Блант, Эбигейл Бреслин, Стив Карелл, Джордж Клуни, Дэниел Крэйг, Том Круз, Пенелопа Крус, Катрин Денёв, Камерон Диас, Леонардо Ди Каприо, Роберт Дауни мл., Кирстен Данст, Уилл Феррелл, Джоди Фостер, Эл Гор, Эва Грин, Мэгги Джилленхол, Том Хэнкс, Энн Хэтэуэй, Филип Сеймур Хоффман, Хью Джекман, Дайан Китон, Николь Кидман, Грег Киннир, Куин Латифа, Дженнифер Лопес, Тоби Магуайр, Джеймс МакЭвой, Хелен Миррен, Джек Николсон, Клайв Оуэн, Гвинет Пэлтроу, Джерри Сайнфелд, Джейден Смит, Мерил Стрип, Джон Траволта, Кэн Ватанабэ, Наоми Уоттс, Рэйчел Вайс, Кейт Уинслет, Риз Уизерспун.
В церемонии показали себя артисты танцевальной компании Pilobolus, представившие «фрагменты из фильмов» с помощью театра теней.

## Список лауреатов и номинантов
★ Победители выделены отдельным цветом. 

### Основные категории
| Категории                                                                              | Лауреаты и номинанты                                                                   | Лауреаты и номинанты                                                                               |
| -------------------------------------------------------------------------------------- | -------------------------------------------------------------------------------------- | -------------------------------------------------------------------------------------------------- |
| Лучший фильм (награду вручали Джек Николсон и Дайан Китон)                             | ★ Отступники (продюсер: Грэм Кинг)                                                     | ★ Отступники (продюсер: Грэм Кинг)                                                                 |
| Лучший фильм (награду вручали Джек Николсон и Дайан Китон)                             | • Вавилон (продюсеры: Алехандро Гонсалес Иньярриту, Джон Килик и Стив Голин)           | |
| Лучший фильм (награду вручали Джек Николсон и Дайан Китон)                             | • Письма с Иводзимы (продюсеры: Клинт Иствуд, Стивен Спилберг и Роберт Лоренц)         | |
| Лучший фильм (награду вручали Джек Николсон и Дайан Китон)                             | • Маленькая мисс Счастье (продюсеры: Дэвид Т. Френдли, Питер Сараф и Марк Тёртлтауб)   | |
| Лучший фильм (награду вручали Джек Николсон и Дайан Китон)                             | • Королева (продюсеры: Энди Харрис, Кристин Ланган и Трэйси Сиуорд)                    | |
| Лучший режиссёр (награду вручали Стивен Спилберг, Фрэнсис Форд Коппола и Джордж Лукас) | Мартин Скорсезе                                                                        | ★ Мартин Скорсезе за фильм «Отступники»                                                            |
| Лучший режиссёр (награду вручали Стивен Спилберг, Фрэнсис Форд Коппола и Джордж Лукас) | Мартин Скорсезе                                                                        | • Алехандро Гонсалес Иньярриту — «Вавилон»                                                         |
| Лучший режиссёр (награду вручали Стивен Спилберг, Фрэнсис Форд Коппола и Джордж Лукас) | Мартин Скорсезе                                                                        | • Клинт Иствуд — «Письма с Иводзимы»                                                               |
| Лучший режиссёр (награду вручали Стивен Спилберг, Фрэнсис Форд Коппола и Джордж Лукас) | Мартин Скорсезе                                                                        | • Стивен Фрирз — «Королева»                                                                        |
| Лучший режиссёр (награду вручали Стивен Спилберг, Фрэнсис Форд Коппола и Джордж Лукас) | Мартин Скорсезе                                                                        | • Пол Гринграсс — «Потерянный рейс»                                                                |
| Лучший актёр (награду вручала Риз Уизерспун)                                           | Форест Уитакер                                                                         | ★ Форест Уитакер — «Последний король Шотландии» (за роль президента Уганды Иди Амина)              |
| Лучший актёр (награду вручала Риз Уизерспун)                                           | Форест Уитакер                                                                         | • Леонардо Ди Каприо — «Кровавый алмаз» (за роль Дэнни Арчера)                                     |
| Лучший актёр (награду вручала Риз Уизерспун)                                           | Форест Уитакер                                                                         | • Райан Гослинг — «Полу-Нельсон» (за роль Дэна Данна)                                              |
| Лучший актёр (награду вручала Риз Уизерспун)                                           | Форест Уитакер                                                                         | • Питер О’Тул — «Венера» (за роль Мориса)                                                          |
| Лучший актёр (награду вручала Риз Уизерспун)                                           | Форест Уитакер                                                                         | • Уилл Смит — «В погоне за счастьем» (за роль Криса Гарднера)                                      |
| Лучшая актриса (награду вручал Филип Сеймур Хоффман)                                   | Хелен Миррен                                                                           | ★ Хелен Миррен — «Королева» (за роль королевы Великобритании Елизаветы II)                         |
| Лучшая актриса (награду вручал Филип Сеймур Хоффман)                                   | Хелен Миррен                                                                           | • Пенелопа Крус — «Возвращение» (за роль Раймунды)                                                 |
| Лучшая актриса (награду вручал Филип Сеймур Хоффман)                                   | Хелен Миррен                                                                           | • Джуди Денч — «Скандальный дневник» (за роль Барбары Коветт)                                      |
| Лучшая актриса (награду вручал Филип Сеймур Хоффман)                                   | Хелен Миррен                                                                           | • Мерил Стрип — «Дьявол носит Prada» (за роль Миранды Пристли)                                     |
| Лучшая актриса (награду вручал Филип Сеймур Хоффман)                                   | Хелен Миррен                                                                           | • Кейт Уинслет — «Как малые дети» (за роль Сары Пирс)                                              |
| Лучший актёр второго плана (награду вручала Рэйчел Вайс)                               | Алан Аркин                                                                             | ★ Алан Аркин — «Маленькая мисс Счастье» (за роль Эдвина Гувера)                                    |
| Лучший актёр второго плана (награду вручала Рэйчел Вайс)                               | Алан Аркин                                                                             | • Джеки Эрл Хейли — «Как малые дети» (за роль Ронни Дж. МакГорви)                                  |
| Лучший актёр второго плана (награду вручала Рэйчел Вайс)                               | Алан Аркин                                                                             | • Джимон Хонсу — «Кровавый алмаз» (за роль Соломона Ванди)                                         |
| Лучший актёр второго плана (награду вручала Рэйчел Вайс)                               | Алан Аркин                                                                             | • Эдди Мёрфи — «Девушки мечты» (за роль Джеймса «Тандера» Эрли)                                    |
| Лучший актёр второго плана (награду вручала Рэйчел Вайс)                               | Алан Аркин                                                                             | • Марк Уолберг — «Отступники» (за роль сержанта Шона Дигнама)                                      |
| Лучшая актриса второго плана (награду вручал Джордж Клуни)                             | Дженнифер Хадсон                                                                       | ★ Дженнифер Хадсон — «Девушки мечты» (за роль Эффи Уайт)                                           |
| Лучшая актриса второго плана (награду вручал Джордж Клуни)                             | Дженнифер Хадсон                                                                       | • Адриана Барраса — «Вавилон» (за роль Амелии)                                                     |
| Лучшая актриса второго плана (награду вручал Джордж Клуни)                             | Дженнифер Хадсон                                                                       | • Кейт Бланшетт — «Скандальный дневник» (за роль Шебы Харт)                                        |
| Лучшая актриса второго плана (награду вручал Джордж Клуни)                             | Дженнифер Хадсон                                                                       | • Эбигейл Бреслин — «Маленькая мисс Счастье» (за роль Олив Гувер)                                  |
| Лучшая актриса второго плана (награду вручал Джордж Клуни)                             | Дженнифер Хадсон                                                                       | • Ринко Кикути — «Вавилон» (за роль Чиэко Ватаи)                                                   |
| Лучший оригинальный сценарий (награду вручали Тоби Магуайер и Кирстен Данст)           |                                                                                        | ★ Майкл Арндт — «Маленькая мисс Счастье»                                                           |
| Лучший оригинальный сценарий (награду вручали Тоби Магуайер и Кирстен Данст)           | • Гильермо Арриага — «Вавилон»                                                         | |
| Лучший оригинальный сценарий (награду вручали Тоби Магуайер и Кирстен Данст)           | • Айрис Ямасита, и Пол Хаггис — «Письма с Иводзимы»                                    | |
| Лучший оригинальный сценарий (награду вручали Тоби Магуайер и Кирстен Данст)           | • Гильермо дель Торо — «Лабиринт Фавна»                                                | |
| Лучший оригинальный сценарий (награду вручали Тоби Магуайер и Кирстен Данст)           | • Питер Морган — «Королева»                                                            | |
| Лучший адаптированный сценарий (награду вручали Том Хэнкс и Хелен Миррен)              | Уильям Монахэн                                                                         | ★ Уильям Монахан — «Отступники»                                                                    |
| Лучший адаптированный сценарий (награду вручали Том Хэнкс и Хелен Миррен)              | Уильям Монахэн                                                                         | • Саша Барон Коэн, Энтони Хайнс, Питер Бейнхэм, Дэн Мазер и Тодд Филлипс — «Борат»                 |
| Лучший адаптированный сценарий (награду вручали Том Хэнкс и Хелен Миррен)              | Уильям Монахэн                                                                         | • Альфонсо Куарон, Тимоти Дж. Секстон, Дэвид Арата, Марк Фергус и Хоук Остби — «Дитя человеческое» |
| Лучший адаптированный сценарий (награду вручали Том Хэнкс и Хелен Миррен)              | Уильям Монахэн                                                                         | • Тодд Филд и Том Перротта — «Как малые дети»                                                      |
| Лучший адаптированный сценарий (награду вручали Том Хэнкс и Хелен Миррен)              | Уильям Монахэн                                                                         | • Патрик Марбер — «Скандальный дневник»                                                            |
| Лучший анимационный полнометражный фильм (награду вручала Кэмерон Диаз)                | ★ Делай ноги / Happy Feet (Джордж Миллер)                                              | ★ Делай ноги / Happy Feet (Джордж Миллер)                                                          |
| Лучший анимационный полнометражный фильм (награду вручала Кэмерон Диаз)                | • Тачки / Cars (Джон Лассетер)                                                         | |
| Лучший анимационный полнометражный фильм (награду вручала Кэмерон Диаз)                | • Дом-монстр / Monster House (Джил Кенан)                                              | |
| Лучший фильм на иностранном языке (награду вручали Кейт Бланшетт и Клайв Оуэн)         | ★ Жизнь других / Das Leben der Anderen (Германия) реж. Флориан Хенкель фон Доннерсмарк | ★ Жизнь других / Das Leben der Anderen (Германия) реж. Флориан Хенкель фон Доннерсмарк             |
| Лучший фильм на иностранном языке (награду вручали Кейт Бланшетт и Клайв Оуэн)         | • После свадьбы / Efter brylluppet (Дания) реж. Сюзанна Бир                            | |
| Лучший фильм на иностранном языке (награду вручали Кейт Бланшетт и Клайв Оуэн)         | • Патриоты / Indigènes (Алжир) реж. Рашид Бушареб                                      | |
| Лучший фильм на иностранном языке (награду вручали Кейт Бланшетт и Клайв Оуэн)         | • Лабиринт Фавна / El laberinto del fauno (Мексика) реж. Гильермо дель Торо            | |
| Лучший фильм на иностранном языке (награду вручали Кейт Бланшетт и Клайв Оуэн)         | • Вода / Water / वाटर (Канада) реж. Дипа Мехта                                          | |

### Другие категории
| Категории                                                                                      | Лауреаты и номинанты                                                                                                | Лауреаты и номинанты                                                                               |
| ---------------------------------------------------------------------------------------------- | --- | -------------------------------------------------------------------------------------------------- |
| Лучшая музыка (награду вручали Пенелопа Крус и Хью Джекман)                                    | Густаво Сантаолалья                                                                                                 | ★ Густаво Сантаолалья — «Вавилон»                                                                  |
| Лучшая музыка (награду вручали Пенелопа Крус и Хью Джекман)                                    | Густаво Сантаолалья                                                                                                 | • Томас Ньюман — «Хороший немец»                                                                   |
| Лучшая музыка (награду вручали Пенелопа Крус и Хью Джекман)                                    | Густаво Сантаолалья                                                                                                 | • Филип Гласс — «Скандальный дневник»                                                              |
| Лучшая музыка (награду вручали Пенелопа Крус и Хью Джекман)                                    | Густаво Сантаолалья                                                                                                 | • Хавьер Наваррете — «Лабиринт Фавна»                                                              |
| Лучшая музыка (награду вручали Пенелопа Крус и Хью Джекман)                                    | Густаво Сантаолалья                                                                                                 | • Александр Деспла — «Королева»                                                                    |
| Лучшая песня к фильму (награду вручали Куин Латифа и Джон Траволта)                            | ★ I Need to Wake Up — «Неудобная правда» — музыка и слова: Мелисса Этеридж                                          | ★ I Need to Wake Up — «Неудобная правда» — музыка и слова: Мелисса Этеридж                         |
| Лучшая песня к фильму (награду вручали Куин Латифа и Джон Траволта)                            | • Listen — «Девушки мечты» — музыка: Генри Кригер и Скотт Катлер, слова: Энн Превен                                 | |
| Лучшая песня к фильму (награду вручали Куин Латифа и Джон Траволта)                            | • Love You I Do — «Девушки мечты» — музыка: Генри Кригер, слова: Сида Гарретт                                       | |
| Лучшая песня к фильму (награду вручали Куин Латифа и Джон Траволта)                            | • Our Town — «Тачки» — музыка и слова: Рэнди Ньюман                                                                 | |
| Лучшая песня к фильму (награду вручали Куин Латифа и Джон Траволта)                            | • Patience — «Девушки мечты» — музыка: Генри Кригер, слова: Уилли Реале                                             | |
| Лучший монтаж (награду вручала Кейт Уинслет)                                                   | | ★ Тельма Скунмейкер — «Отступники»                                                                 |
| Лучший монтаж (награду вручала Кейт Уинслет)                                                   | • Стивен Миррион и Дуглас Крайс — «Вавилон»                                                                         | |
| Лучший монтаж (награду вручала Кейт Уинслет)                                                   | • Стивен Розенблюм — «Кровавый алмаз»                                                                               | |
| Лучший монтаж (награду вручала Кейт Уинслет)                                                   | • Алекс Родригес и Альфонсо Куарон — «Дитя человеческое»                                                            | |
| Лучший монтаж (награду вручала Кейт Уинслет)                                                   | • Клер Дуглас, Кристофер Раус и Ричард Пирсон — «Потерянный рейс»                                                   | |
| Лучшая операторская работа (награду вручала Гвинет Пэлтроу)                                    | | ★ Гильермо Наварро — «Лабиринт Фавна»                                                              |
| Лучшая операторская работа (награду вручала Гвинет Пэлтроу)                                    | • Вилмош Жигмонд — «Чёрная орхидея»                                                                                 | |
| Лучшая операторская работа (награду вручала Гвинет Пэлтроу)                                    | • Эммануэль Любецки — «Дитя человеческое»                                                                           | |
| Лучшая операторская работа (награду вручала Гвинет Пэлтроу)                                    | • Дик Поуп — «Иллюзионист»                                                                                          | |
| Лучшая операторская работа (награду вручала Гвинет Пэлтроу)                                    | • Уолли Пфистер — «Престиж»                                                                                         | |
| Лучшая работа художника (награду вручали Дэниел Крейг и Николь Кидман)                         | ★ Эудженио Кабальеро (постановщик), Пилар Ревуэльта (декоратор) — «Лабиринт фавна»                                  | ★ Эудженио Кабальеро (постановщик), Пилар Ревуэльта (декоратор) — «Лабиринт фавна»                 |
| Лучшая работа художника (награду вручали Дэниел Крейг и Николь Кидман)                         | • Джон Мир (постановщик), Нэнси Хэй (декоратор) — «Девушки мечты»                                                   | |
| Лучшая работа художника (награду вручали Дэниел Крейг и Николь Кидман)                         | • Жаннин Клаудия Оппуолл (постановщик), Гретчен Рау (посмертно), Лесли Э. Роллинз (декораторы) — «Ложное искушение» | |
| Лучшая работа художника (награду вручали Дэниел Крейг и Николь Кидман)                         | • Рик Хайнрикс (постановщик), Шерил Карасик (декоратор) — «Пираты Карибского моря: Сундук мертвеца»                 | |
| Лучшая работа художника (награду вручали Дэниел Крейг и Николь Кидман)                         | • Натан Краули (постановщик), Джули Очипинти (декоратор) — «Престиж»                                                | |
| Лучший дизайн костюмов (награду вручали Энн Хэтэуэй и Эмили Блант)                             | ★ Милена Канонеро — «Мария-Антуанетта»                                                                              | ★ Милена Канонеро — «Мария-Антуанетта»                                                             |
| Лучший дизайн костюмов (награду вручали Энн Хэтэуэй и Эмили Блант)                             | • Чунг Мэн Йи — «Проклятие золотого цветка»                                                                         | |
| Лучший дизайн костюмов (награду вручали Энн Хэтэуэй и Эмили Блант)                             | • Патриция Филд — «Дьявол носит Prada»                                                                              | |
| Лучший дизайн костюмов (награду вручали Энн Хэтэуэй и Эмили Блант)                             | • Шэрен Дэвис — «Девушки мечты»                                                                                     | |
| Лучший дизайн костюмов (награду вручали Энн Хэтэуэй и Эмили Блант)                             | • Консолата Бойл — «Королева»                                                                                       | |
| Лучший звук (награду вручали Джеймс Макэвой и Джессика Бил)                                    | ★ Майкл Минклер, Боб Бимер, Уилли Д. Бёртон — «Девушки мечты»                                                       | ★ Майкл Минклер, Боб Бимер, Уилли Д. Бёртон — «Девушки мечты»                                      |
| Лучший звук (награду вручали Джеймс Макэвой и Джессика Бил)                                    | • Кевин О’Коннелл, Грег П. Расселл, Фернандо Камара — «Апокалипсис»                                                 | |
| Лучший звук (награду вручали Джеймс Макэвой и Джессика Бил)                                    | • Энди Нельсон, Анна Бельмер, Иван Шэррок — «Кровавый алмаз»                                                        | |
| Лучший звук (награду вручали Джеймс Макэвой и Джессика Бил)                                    | • Джон Т. Рейтц, Дэвид Э. Кэмпбелл, Грегг Рудлофф, Уолт Мартин — «Флаги наших отцов»                                | |
| Лучший звук (награду вручали Джеймс Макэвой и Джессика Бил)                                    | • Пол Мэсси, Кристофер Бойс, Ли Орлофф — «Пираты Карибского моря: Сундук мертвеца»                                  | |
| Лучший звуковой монтаж (награду вручали Стив Карелл и Грег Киннир)                             | ★ Алан Роберт Мюррей, Баб Асман — «Письма с Иводзимы»                                                               | ★ Алан Роберт Мюррей, Баб Асман — «Письма с Иводзимы»                                              |
| Лучший звуковой монтаж (награду вручали Стив Карелл и Грег Киннир)                             | • Шон МакКормак, Ками Асгар — «Апокалипсис»                                                                         | |
| Лучший звуковой монтаж (награду вручали Стив Карелл и Грег Киннир)                             | • Лон Бендер — «Кровавый алмаз»                                                                                     | |
| Лучший звуковой монтаж (награду вручали Стив Карелл и Грег Киннир)                             | • Алан Роберт Мюррей, Баб Асман — «Флаги наших отцов»                                                               | |
| Лучший звуковой монтаж (награду вручали Стив Карелл и Грег Киннир)                             | • Кристофер Бойс, Джордж Уоттерс II — «Пираты Карибского моря: Сундук мертвеца»                                     | |
| Лучшие визуальные эффекты (награду вручали Наоми Уоттс и Роберт Дауни)                         | ★ Джон Нолл, Хэл Т. Хикель, Чарльз Гибсон и Аллен Холл — «Пираты Карибского моря: Сундук мертвеца»                  | ★ Джон Нолл, Хэл Т. Хикель, Чарльз Гибсон и Аллен Холл — «Пираты Карибского моря: Сундук мертвеца» |
| Лучшие визуальные эффекты (награду вручали Наоми Уоттс и Роберт Дауни)                         | • Бойд Шермис, Ким Либрери, Час Джарретт и Джон Фрейзер — «Посейдон»                                                | |
| Лучшие визуальные эффекты (награду вручали Наоми Уоттс и Роберт Дауни)                         | • Марк Стетсон, Нил Корбоулд, Ричард Р. Гувер и Джон Тум — «Возвращение Супермена»                                  | |
| Лучший грим (награду вручали Джек Блэк, Джон Си Райли и Уилл Феррелл)                          | ★ Дэвид Марти и Монце Рибе — «Лабиринт Фавна»                                                                       | ★ Дэвид Марти и Монце Рибе — «Лабиринт Фавна»                                                      |
| Лучший грим (награду вручали Джек Блэк, Джон Си Райли и Уилл Феррелл)                          | • Альдо Синьоретти и Витторио Содано — «Апокалипсис»                                                                | |
| Лучший грим (награду вручали Джек Блэк, Джон Си Райли и Уилл Феррелл)                          | • Казухиро Цуджи и Билл Корсо — «Клик: С пультом по жизни»                                                          | |
| Лучший документальный полнометражный фильм (награду вручал Джерри Сайнфелд)                    | ★ Неудобная правда / An Inconvenient Truth (Дэвис Гуггенхайм)                                                       | ★ Неудобная правда / An Inconvenient Truth (Дэвис Гуггенхайм)                                      |
| Лучший документальный полнометражный фильм (награду вручал Джерри Сайнфелд)                    | • Избави нас от лукавого / Deliver Us from Evil (Эми Джей Берг и Фрэнк Доннер)                                      | |
| Лучший документальный полнометражный фильм (награду вручал Джерри Сайнфелд)                    | • Ирак по фрагментам / Iraq in Fragments (Джеймс Лонгли и Джон Синно)                                               | |
| Лучший документальный полнометражный фильм (награду вручал Джерри Сайнфелд)                    | • Лагерь Иисуса / Jesus Camp (Хайди Юинг и Рэйчел Грэйди)                                                           | |
| Лучший документальный полнометражный фильм (награду вручал Джерри Сайнфелд)                    | • Моя страна, моя страна / My Country, My Country (Лора Пойтрас и Жослин Глэтцер)                                   | |
| Лучший документальный короткометражный фильм (награду вручали Ева Грин и Гаэль Гарсиа Берналь) | ★ Кровь округа Инчжо / The Blood of Yingzhou District / 颍州的孩子 (Руби Ян и Томас Леннон)                         | ★ Кровь округа Инчжо / The Blood of Yingzhou District / 颍州的孩子 (Руби Ян и Томас Леннон)        |
| Лучший документальный короткометражный фильм (награду вручали Ева Грин и Гаэль Гарсиа Берналь) | • Переработанная жизнь / Recycled Life (Лесли Айверкс и Майк Глад)                                                  | |
| Лучший документальный короткометражный фильм (награду вручали Ева Грин и Гаэль Гарсиа Берналь) | • Повторяя мечту / Rehearsing a Dream (Карен Гудман и Кирк Саймон)                                                  | |
| Лучший документальный короткометражный фильм (награду вручали Ева Грин и Гаэль Гарсиа Берналь) | • Две руки / Two Hands: The Leon Fleisher Story (Натаниель Кан и Сьюзэн Роуз Бер)                                   | |
| Лучший игровой короткометражный фильм (награду вручали Эбигейл Бреслин и Джейден Смит)         | ★ История западного берега / West Bank Story (Ари Сандел)                                                           | ★ История западного берега / West Bank Story (Ари Сандел)                                          |
| Лучший игровой короткометражный фильм (награду вручали Эбигейл Бреслин и Джейден Смит)         | • Бинта и великолепная идея / Binta y la gran idea (Хавьер Фессер и Луис Мансо)                                     | |
| Лучший игровой короткометражный фильм (награду вручали Эбигейл Бреслин и Джейден Смит)         | • Перебор / Éramos pocos (Боря Кобяга)                                                                              | |
| Лучший игровой короткометражный фильм (награду вручали Эбигейл Бреслин и Джейден Смит)         | • Хельмер и сын / Helmer & Søn (Сорен Пильмарк и Ким Магнуссон)                                                     | |
| Лучший игровой короткометражный фильм (награду вручали Эбигейл Бреслин и Джейден Смит)         | • Спаситель / The Saviour (Питер Темплмен и Стюарт Паркин)                                                          | |
| Лучший анимационный короткометражный фильм (награду вручали Эбигейл Бреслин и Джейден Смит)    | ★ Датский поэт / The Danish Poet (Торилл Коув)                                                                      | ★ Датский поэт / The Danish Poet (Торилл Коув)                                                     |
| Лучший анимационный короткометражный фильм (награду вручали Эбигейл Бреслин и Джейден Смит)    | • Похищение / Lifted (Гэри Райдстром)                                                                               | |
| Лучший анимационный короткометражный фильм (награду вручали Эбигейл Бреслин и Джейден Смит)    | • Девочка со спичками / The Little Matchgirl (Роджер Аллерс и Дон Хан)                                              | |
| Лучший анимационный короткометражный фильм (награду вручали Эбигейл Бреслин и Джейден Смит)    | • Маэстро / Maestro (Геза М. Тот)                                                                                   | |
| Лучший анимационный короткометражный фильм (награду вручали Эбигейл Бреслин и Джейден Смит)    | • Не время для орехов / No Time for Nuts (Крис Рено и Майк Трумейер)                                                | |

### Специальные награды
| Награда                                                         | Лауреаты                                                                            |
| --------------------------------------------------------------- | ----------------------------------------------------------------------------------- |
| Премия за выдающиеся заслуги в кинематографе (Почётный «Оскар») | ★ Эннио Морриконе — за выдающийся и многогранный вклад в искусство экранной музыки. |
| Награда имени Джина Хершолта                                    | ★ Шерри Лансинг                                                                     |

## Интересные факты
- Мерил Стрип получила свою 14-ю номинацию на «Оскар». На тот момент это рекордное количество номинаций среди актеров.
- Мартин Скорсезе шёл к своему первому «Оскару» более 25 лет — после номинации в 1981 году за фильм «Бешеный бык». Всего в активе Скорсезе 6 режиссёрских номинаций.
- Эбигейл Бреслин в 10 лет номинирована на «Оскар», став одним из самых молодых номинантов в истории Американской киноакадемии[1].